# Kniest-Dysplasie
Die Kniest-Dysplasie oder  das Kniest-Syndrom  ist eine angeborene Entwicklungsstörung des Skelettes (Skelettdysplasie) mit schwerem Kleinwuchs und charakteristischen Skelettveränderungen. Die Erkrankung gehört zu den Kollagenopathien.
Die Erstbeschreibung erfolgte 1952 durch den deutschen Kinderarzt Wilhelm Kniest.

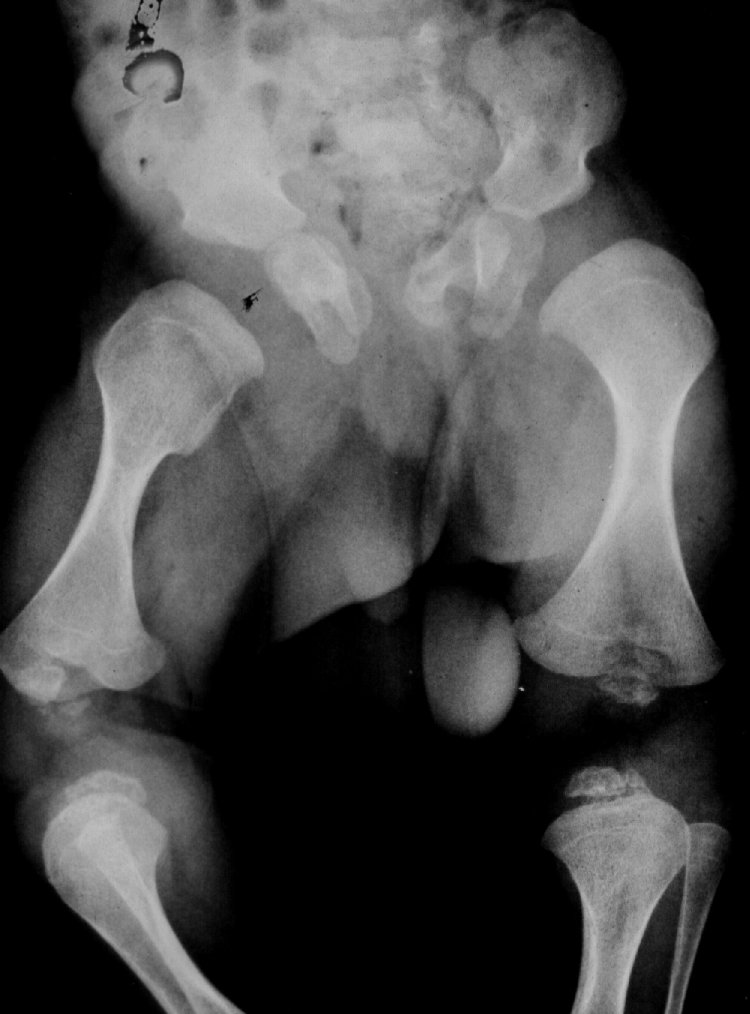
Röntgenbild eines Kindes mit Kniest-Dysplasie und den typischen Veränderungen an Becken und Oberschenkeln

## Verbreitung
Die Häufigkeit ist nicht bekannt. Die Vererbung erfolgt autosomal-dominant.

## Ursachen
Zugrunde liegen Mutationen im COL2A1-Gen auf dem Chromosom 12 am Genort q13.11-q13.2. Dieses Gen ist an der Produktion von Kollagen Typ II beteiligt, welches vor allem für den Aufbau des Augapfels, für Knorpel und im Innenohr benötigt wird. Die genetische Abweichung führt zu einer veränderten Struktur des Kollagens Typ II, wodurch sich Knochen, Gelenke und verschiedene Bindegewebe nicht richtig entwickeln können.
Die Vererbung erfolgt autosomal-dominant.
Meistens handelt es sich um heterozygote Neumutationen; das heißt, die Eltern des Kindes mit Kniest-Dysplasie sind in der Regel selbst nicht betroffen. Wenn Betroffene selbst Kinder bekommen, liegt die Wahrscheinlichkeit für die Vererbung der Kniest-Dysplasie bei 50 %.

## Klinische Erscheinungen
Die Kniest-Dysplasie weist ein variables Spektrum auf von schwersten letal verlaufenden bis zu leichten Formen.
Klinische Kriterien sind:
- schwerer, bereits beim Säugling einsetzender dysproportionierter Kleinwuchs mit Verkürzung des Rumpfes, die Erwachsenengrösse beträgt je nach Quelle 106 cm bis 156 cm oder bis 145 cm
- thorakale Kyphose und lumbale Lordose
- kurze Extremitäten mit aufgetriebenen Gelenken, die in ihrer Beweglichkeit häufig eingeschränkt sind
- flaches Mittelgesicht mit eingesunkener Nasenwurzel

Hinzu kommen in 50 % Gaumenspalte und Schwerhörigkeit sowie seltener Kurzsichtigkeit.

## Diagnose
Im Röntgenbild der Wirbelsäule finden sich eine Platyspondylie, ventral zugespitzte Wirbelkörper und bei Säuglingen können vertikale Spaltwirbel vorkommen. Die Beckenschaufeln sind breit mit Unterentwicklung der unteren Anteile des Darmbeins, erheblich verbreiterte, plumpe und kurze Schenkelhälse, verkürzte und metaphysär aufgetriebene Röhrenknochen.

Große Epiphysen und spätes Auftreten des Oberschenkelkopfes im 2. bis 3. Lebensjahr sind weitere Kriterien, sowie Megaepiphysen im Knie- und Hüftgelenk.

Bereits vorgeburtlich kann der genetische Nachweis oder Ausschluss erfolgen; die Extremitätenverkürzungen können sonographisch erkannt werden.

## Differentialdiagnose
Abzugrenzen ist die Spondyloepiphysäre Dysplasie, die Dyssegmentale Dysplasie und die Metatropische Dysplasie.
Histologisch finden sich spezifisch für das Kniest-Syndrom „Löcher“ im Knorpel.

## Therapie
Eine ursächliche Behandlung ist nicht möglich.
Die Prognose wird durch den Schweregrad der Gelenk- und Wirbelanomalien bestimmt.